# Yōhei Kurakawa
Yōhei Kurakawa (jap. 藏川 洋平 Kurakawa Yōhei; ur. 10 sierpnia 1977) – japoński piłkarz występujący na pozycji obrońcy.

## Kariera klubowa
Od 2000 do 2016 roku występował w klubach Yokohama F. Marinos, FC Horikoshi, Kashiwa Reysol i Roasso Kumamoto.